# Complesso sportivo Pepe Rojo
Il complesso sportivo Pepe Rojo (in spagnolo Campos de Pepe Rojo) è un gruppo di quattro campi da gioco di proprietà del comune di Valladolid, in Spagna.
Essi si trovano all'interno del Complesso sportivo Città di Valladolid e sono intitolati a José "Pepe" Rojo Giralda, presidente della locale federazione rugbistica.
Costruiti nel 1981 e numerati da 1 a 4, solo i primi due sono destinati al rugby e il principale di essi, dotato di strutture per ospitare 5 000 spettatori, è il terreno interno delle due maggiori formazioni cittadine, l'El Salvador e il Valladolid, tra le squadre più titolate della Spagna rugbistica.

## Storia e descrizione
Il complesso fu inaugurato nel 1981 ma sottoposto a successive ristrutturazioni e prevede, oltre ai campi di rugby, anche una pista d'atletica, un velodromo e un campo di tiro con l'arco più i servizi, per totali 144 480 m².
Relativamente ai quattro campi da rugby, tre di essi sono adibiti a campo di gara e uno a terreno di allenamento.
Il campo principale misura 128 × 69 m, il secondo 120 × 70 e il terzo 116 × 60; quello di allenamento 60 × 47 m.
Il campo principale, ancora, ospita 2 598 spettatori, dei quali 1 236 in tribuna centrale coperta.
Al 2000 risale la ristrutturazione degli spogliatoi, in coincidenza con gli appuntamenti internazionali dei due club rugbistici in European Challenge Cup, mentre nel 2012 furono costruiti pure quelli per il campo di allenamento.
I campi principali sono utilizzati dalle prime squadre delle compagini cittadine di El Salvador e del Valladolid e gli altri dalle loro divisioni inferiori e giovanili.
L'intero complesso è di proprietà della Fondazione municipale degli sport della città di Valladolid.